# Tim Giago
Tim Giago of Nanwica Kciji (Pine Ridge, 12 juli 1934 – Rapid City, 24 juli 2022) was een Amerikaans journalist en uitgever. 
In 1979, toen hij werd aangenomen door de Rapid City Journal, was hij de eerste indiaanse – Giago was Oglala Lakota – columnist voor een krant in South Dakota. In 1981 richtte hij in het Pine Ridge Indian Reservation de Lakota Times op, de eerste onafhankelijke krant van Amerikaanse indianen. In 1992 werd dat Indian Country Today en in 1998 verkocht hij de krant. In 2000 richtte hij The Lakota Journal op en in 2009 Native Sun News. Giago was ook columnist voor Huffington Post. Hij richtte de Native American Journalists Association op en was de eerste voorzitter ervan.
- Gemeinsame Normdatei: 135983886
- International Standard Name Identifier: 0000 0000 7880 0498
- Library of Congress Control Number: n79009452
- Nederlandse Thesaurus van Auteursnamen: 132152711
- Virtual International Authority File: 33266920
- WorldCat: E39PBJycTxcgVwVRfJX3ckxVYP